# Фишер, Артур (юрист)
Артур Фишер (англ. Arthur Fisher) (1894 — 12 ноября 1960 года) — пятый официальный регистратор авторских прав в Соединённых штатах Америки. Годы его службы на этой должности — 1951—1960, юрист.

## Биография
Артур Фишер родился в Чикаго в 1894 году, Он был сыном видного адвоката Уолтера Л. Фишера, который служил с 1911 по 1913 год в кабинете министров 27-го президента США Уильяма Говарда Тафта в качестве министра внутренних дел. Артур Фишер с отличием окончил Гарвардский колледж, а в 1920 году — юридический факультет Гарвардского университета, где его преподавателем был Феликс Франкфуртер (Felix Frankfurter), будущий председатель Верховного суда США. В 1921 году Фишер устроился на работу в качестве профессора конституционного права в Университете штата Монтана и редактором газеты в Missoul. 
С 1925 по 1939 год он занимался также юридической практикой в Чикаго, в течение двенадцати лет он работал в фирме «Butler, Lamb, Foster и Pope».
Во время Первой мировой войны Фишер работал в администрации ветеранов войны, в продовольственной администрации США и учреждении по чрезвычайным ситуациям (Emergency Fleet Corporation). Во время Второй мировой войны он был менеджером департамента War Production Board в Новой Англии в Бостоне.
В 1946 году Фишер стал сотрудником Бюро охраны авторских прав США в качестве помощника регистратора, в мае 1951 года был исполняющим обязанности регистратора, в сентябре 1951 года — полноправным регистратором авторских прав США. В национальном законодательстве об авторских правах Фишер интересовался международной защитой авторских прав литераторов. Он представлял Соединенные Штаты в ряде международных конференций по авторским правам. Работал в областях защиты авторских прав на национальном и на международном уровнях, в областях, связанных с авторскими правами дизайнеров и защитой смежных прав. В своей книге по авторским правам «The Copyrigth Office and the Examinatin of Claims to Copyrigth» Фишер писал о необходимости участия страны во Всеобщей конвенции по авторским правам. 
В 1950 году он ездил на Кубу, чтобы разобраться там в вопросах защиты авторских прав на Кубе и устранить местные барьеры на пути защиты на Кубе произведений авторов США.
Фишер получал финансирование от Конгресса для проведения серии 34 исследований США в области авторского права. В ходе проведения исследований изучалось действующее законодательство страны и сопоставлялись законы по авторскому праву иностранных государств, международных конвенций, были проанализированы многочисленные вопросы по авторским правам и предложены различные решения в этой области. Подготовленные под его руководством результаты исследований, послужили основой для дальнейшего пересмотра закона США об авторских правах, что в конечном счете привело к принятию Закона об авторском праве 1976 года. Эти исследования были опубликованы в Комитете Сената США по судебной системе, как исследования по авторскому праву. Они были собраны и отредактированы в Авторском обществе США (Фишер был одним из его основателей) и опубликованы в мемориальном издании Arthur Fisher Memorial Edition.
Фишер был разносторонним человеком — турист, путешественник, знаток сельского хозяйства и животноводства. В конце 1930-х годов он управлял молочной фермой в Садбери, штат Массачусетс. У него была ферма мясного скота в Асукар, штат Мэриленд. В городе Чикаго Фишер, как юрист, выступал за сохранение лесов страны и возможности доступа к ним людей. Он вел пропагандистскую работу по созданию в стране заказника и парка Dunes Park в штате Иллинойс для защиты там дикой природы. Фишер был также председателем попечительского совета Ассоциации Вашингтонского учебного телевидения. В начале 1950-х годов пытался создать образовательный телевизионный канал в округе Колумбия США.
Фишер умер 12 ноября 1960 года в Вашингтоне, округ Колумбия, от острого лейкоза